# Lutjanus novemfasciatus
Lutjanus novemfasciatus es una especie de peces de la familia Lutjanidae en el orden de los Perciformes.

## Morfología
• Los machos pueden llegar alcanzar los 170 cm de longitud total.

## Alimentación
Come invertebrados grandes (por ejemplo, cangrejos y gambas) y peces hueso.

## Hábitat
Es un pez de mar de clima tropical y asociado a los  arrecifes de coral que vive hasta 60 m de profundidad.

## Distribución geográfica
Se encuentra desde el norte de México hasta el norte del Perú.

## Uso comercial
Se comercializa fresco o congelado.